# Biotopo Masi Carretta
Il Biotopo Masi Carretta è un'area naturale protetta del Trentino-Alto Adige istituita nel 1989.
Occupa una superficie di 3,02 ha nel comune di Pieve Tesino, in Provincia autonoma di Trento.